# Friedrich Kühns
Friedrich Kühns, auch Fritz Kühns, (* 20. August 1862 in Prag; † 13. März 1925 in Berlin) war ein deutscher Schauspieler.

## Leben
Der Sohn des Schauspielers Carl Paul Volkmar Kühns (1832–1905) begann seine berufliche Laufbahn 1882 am Stadt-Theater in Leitmeritz (nördlich von Prag an der Elbe) im damaligen Königreich Böhmen als jugendlicher Held und Liebhaber. Dieses Rollenfach schien passend für seine Persönlichkeit zu sein, denn es begleitete ihn zunächst über weitere Engagements bis in sein 30. Lebensjahr. Erst ab seiner Anstellung in Hannover im Residenz-Theater wurde Friedrich Kühns als „Schauspieler“ bezeichnet. Bei seiner letzten Erwähnung in der Personalliste des Deutschen-Theaters in Breslau wird er als „Dir.-Stellvertreter und Oberregisseur“ aufgeführt. Wie lange er dort wirkte, ist unbekannt. Er zog an seinem Lebensabend offensichtlich nach Berlin, wo er 1925 auf dem Jüdischen Friedhof Berlin-Weißensee seine letzte Ruhe fand.
Seine Ehefrau Malwine, geb. Weiss, (* 1. Februar 1874 in Wien) war Jüdin. Sie nahm sich am 16. Oktober 1941 in Berlin selbst das Leben und wurde von ihrer Schwester Marie Weiss auch auf dem Jüdischen Friedhof Berlin-Weißensee beerdigt. Marie Weiss selbst wurde am 2. April 1942 von Berlin nach Warschau in das dortige Ghetto deportiert.

## Engagements
- 1882/83: Leitmeritz, Stadt-Theater
- 1883/84: Troppau, Stadt-Theater
- 1884/85: Teplitz, Stadttheater Teplitz
- 1885/86: Linz, Landschaftliches Theater
- 1887/88: Olmütz, Königliches städtisches Theater
- 1888/89: Preßburg, Königliches freistädtisches Theater
- 1889/90: Düsseldorf, Stadttheater Düsseldorf[2]
- 1890/91: Straßburg, Stadttheater
- 1891/92: Reichenberg, Stadttheater
- 1892/93: Krefeld, Stadttheater
- 1893/96: Hannover, Residenz-Theater
- 1896/97: Breslau, Stadttheater
- 1898/99: Breslau, Deutsches Theater